# Кемиярви (озеро)
Кемиярви (фин. Kemijärvi) — одно из крупнейших озёр Финляндии (19-е по размеру). Расположено в северной части страны в области Лапландия, около одноимённого города Кемиярви. Площадь поверхности — 230,91 км². Высота над уровнем моря — 148,8 м.
Высота озера над уровнем моря составляет в среднем около 148 метров, впрочем этот показатель колеблется от 146 до 149 метров из-за регулирования уровня воды гидроэлектростанцией «Сейтакорва». ГЭС имеет установленную мощность 128 МВт, высота падения воды варьирует в пределах 17—24 метров.
Озеро богато рыбой. Особенно водоём популярен в качестве места ловли щуки.